# Teatr Ateneum w Warszawie

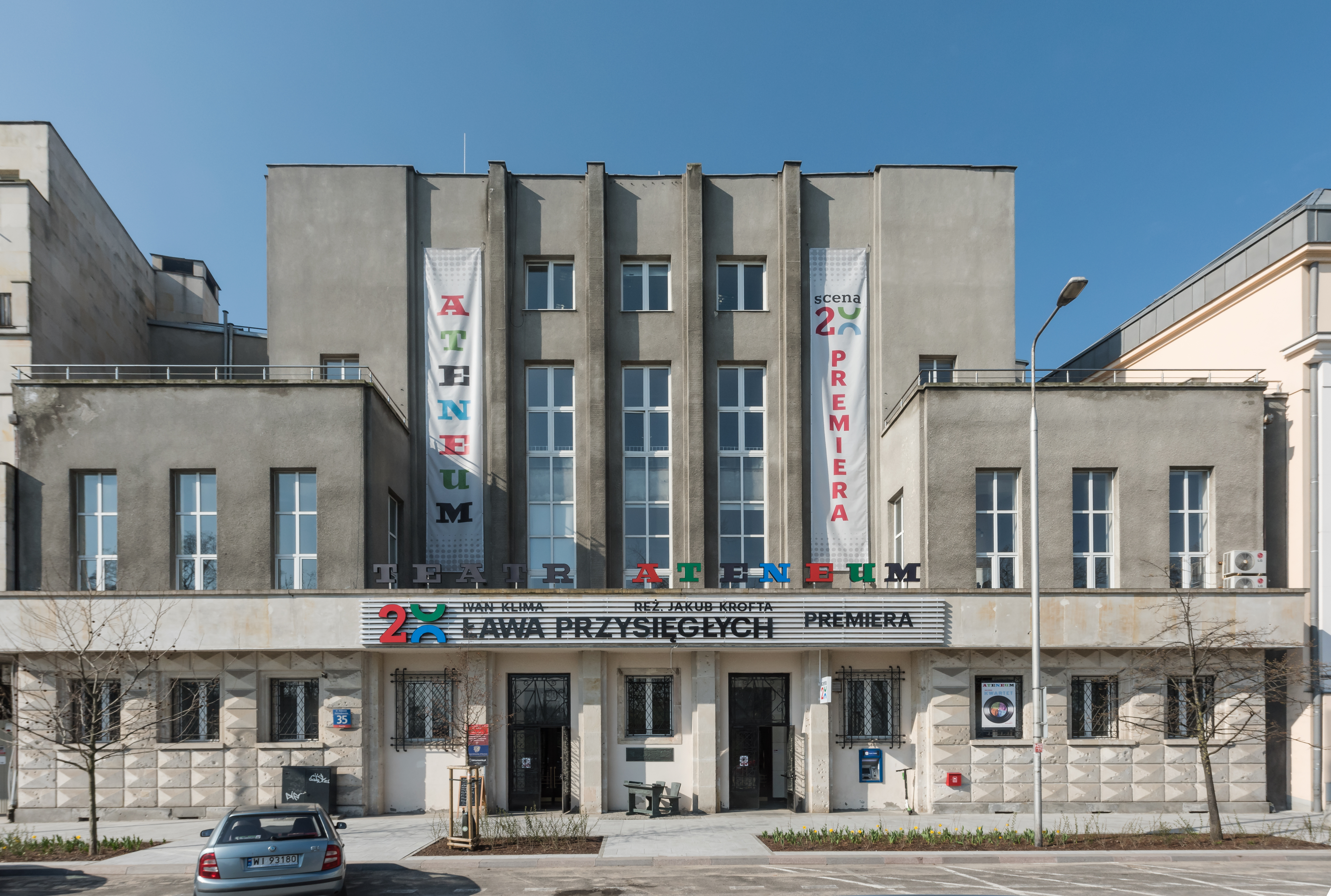
Budynek Związku Nauczycielstwa Polskiego przy ul. Wybrzeże Kościuszkowskie 35, siedziba Sceny 20

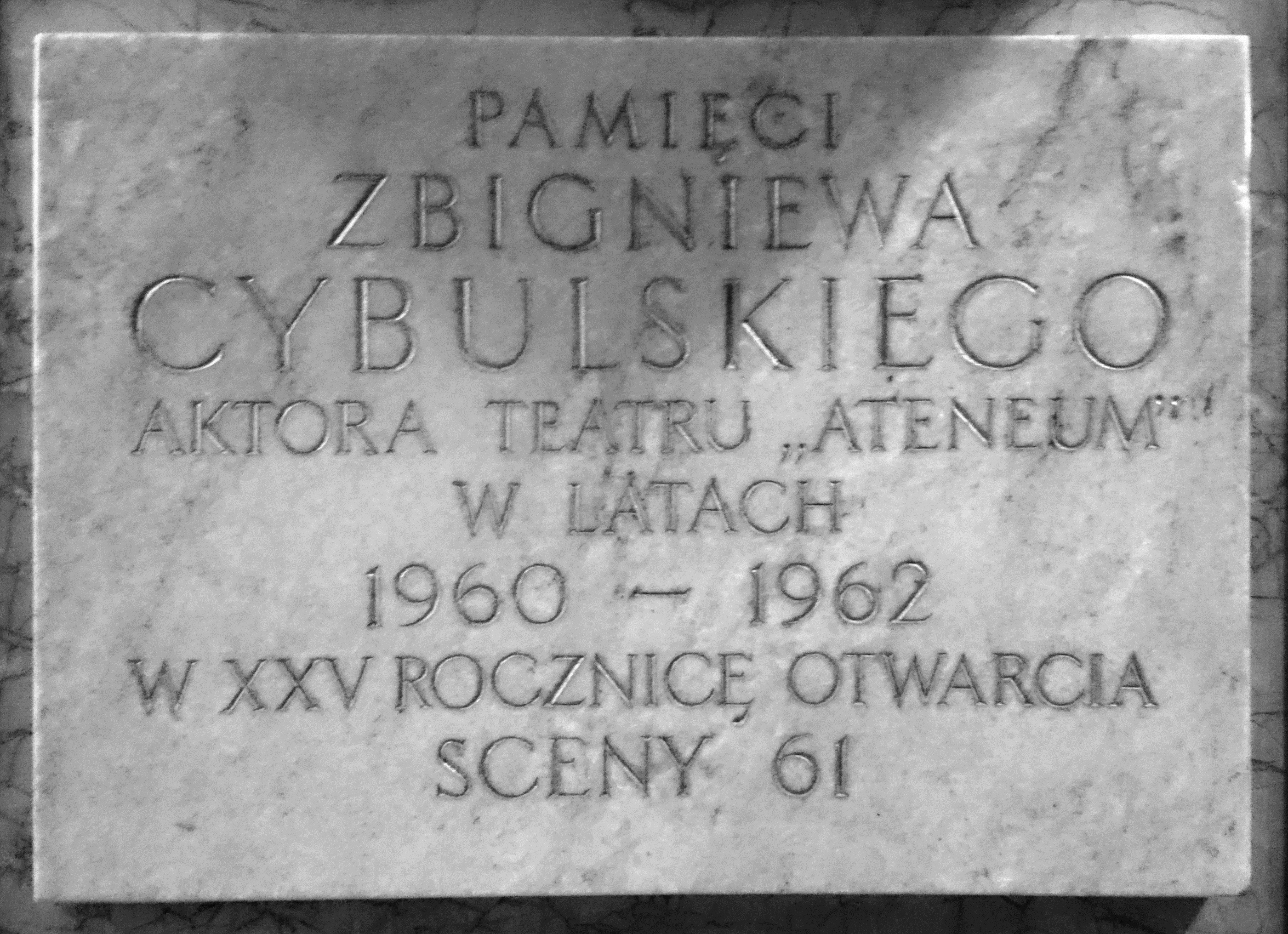
Tablica poświęcona Zbigniewowi Cybulskiemu koło Sceny 61

Teatr Ateneum im. Stefana Jaracza – teatr dramatyczny w Warszawie.

## Historia
Teatr został założony w 1928 roku z inicjatywy Stefana Jaracza. Jego siedzibą stał się nowo wybudowany gmach Związku Zawodowego Pracowników Kolejowych przy ul. Czerwonego Krzyża 20 (współcześnie ul. Stefana Jaracza).
Budynek nie został zniszczony podczas obrony Warszawy we wrześniu 1939. W październiku 1943 zaczął tam działać teatr niemiecki – Kleines Theater der Stadt Warschau.
W październiku 2020 teatr uzyskał nową, czwartą scenę. Scena 20 z zapleczem technicznym i 222 fotelami na widowni powstała w budynku Związku Nauczycielstwa Polskiego przy ul. Wybrzeże Kościuszkowskie 35.
Od 2021 roku funkcje dyrektora teatru i dyrektora artystycznego pełni Artur Tyszkiewicz.

## Zespół aktorski

### Obecne aktorki
- Teresa Budzisz-Krzyżanowska
- Maria Ciunelis
- Paulina Gałązka
- Jadwiga Jankowska-Cieślak
- Julia Kijowska
- Emilia Komarnicka
- Julia Konarska
- Agata Kulesza
- Joanna Kulig
- Katarzyna Łochowska
- Dorota Nowakowska
- Olga Sarzyńska
- Magdalena Schejbal
- Ewa Telega
- Marzena Trybała
- Katarzyna Ucherska
- Magdalena Zawadzka

### Byłe aktorki
- Jadwiga Andrzejewska
- Grażyna Barszczewska
- Marzena Bergmann
- Iga Cembrzyńska
- Anna Chitro
- Anna Ciepielewska
- Elżbieta Dziewońska
- Agnieszka Fatyga
- Hanna Maria Giza
- Antonina Gordon-Górecka
- Marta Górnicka
- Monika Krzywkowska
- Joanna Kurowska
- Katarzyna Groniec
- Krystyna Janda
- Joanna Jędryka
- Zofia Kucówna
- Małgorzata Lorentowicz
- Halina Łabonarska
- Ewa Milde-Prus
- Dominika Ostałowska
- Maria Pakulnis
- Małgorzata Pieńkowska
- Agnieszka Pilaszewska
- Anna Seniuk
- Krystyna Sienkiewicz
- Hanna Skarżanka
- Hanna Śleszyńska
- Małgorzata Socha
- Grażyna Strachota
- Aleksandra Śląska
- Barbara Wrzesińska

### Obecni aktorzy
- Mateusz Banasiuk
- Artur Barciś
- Przemysław Bluszcz
- Wojciech Brzeziński
- Grzegorz Damięcki
- Marcin Dorociński
- Piotr Fronczewski
- Krzysztof Gosztyła
- Tomasz Kozłowicz
- Marek Lewandowski
- Mateusz Łapka
- Wojciech Michalak
- Bartłomiej Nowosielski
- Marian Opania
- Andrzej Poniedzielski
- Tomasz Schuchardt
- Krzysztof Tyniec
- Dariusz Wnuk

### Byli aktorzy
- Leszek Abrahamowicz
- Piotr Antczak
- Bogdan Baer
- Michał Bajor
- Marek Barbasiewicz
- Aleksander Bardini
- Henryk Bista
- Tadeusz Borowski
- Jacek Chmielnik
- Jan Ciecierski
- Zbigniew Cybulski
- Dobiesław Damięcki
- Tomasz Dedek
- Jerzy Duszyński
- Edward Dziewoński
- Janusz Dziewoński
- Bohdan Ejmont
- Stanisław Gawlik
- Andrzej Gawroński
- Marian Glinka
- Tadeusz Fijewski
- Adam Hanuszkiewicz
- Gustaw Holoubek
- Zygmunt Hübner
- Stefan Jaracz
- Jan Janga-Tomaszewski
- Janusz Józefowicz
- Jerzy Kaliszewski
- Jerzy Kamas
- Emil Karewicz
- Henryk Łapiński
- Bogumił Kobiela
- Jan Kociniak
- Marian Kociniak
- Krzysztof Kolberger
- Marek Kondrat
- Marek Koterski
- Władysław Kowalski
- Mariusz Krzemiński
- Jerzy Kryszak
- Ignacy Machowski
- Henryk Machalica
- Jan Matyjaszkiewicz
- Janusz Michałowski
- Arkadiusz Nader
- Stanisław Niwiński
- Łukasz Nowicki
- Bartosz Opania
- Ludwik Pak
- Bronisław Pawlik
- Piotr Pawłowski
- Konstanty Pągowski
- Jan Piechociński
- Leonard Pietraszak
- Jan Prochyra
- Andrzej Seweryn
- Władysław Sheybal
- Marcin Sosnowski
- Stefan Śródka
- Jan Świderski
- Roman Wilhelmi
- Jacek Woszczerowicz
- Krzysztof Zakrzewski
- Krzysztof Zaleski
- Andrzej Zaorski
- Wiktor Zborowski
- Andrzej Zieliński
- Michał Żebrowski
- Artur Żmijewski